# Nemeskér
Nemeskér (croate : Namišir, allemand : Altedlein) est un village et une commune du comitat de Győr-Moson-Sopron en Hongrie.